# Euselates strasseni
Euselates strasseni är en skalbaggsart som beskrevs av Miksic 1972. Euselates strasseni ingår i släktet Euselates och familjen Cetoniidae. Inga underarter finns listade i Catalogue of Life.